# Amanda Barrie
Amanda Barrie, född Shirley Ann Broadbent 14 september 1935 i Ashton-under-Lyne, Greater Manchester, är en brittisk skådespelare.

## Filmografi i urval
- 1961 – Knacka inte - kom bara!
- 1963 – Doktorn på vift
- 1963 – Nu tar vi taxin
- 1964 – Nu tar vi Cleopatra
- 1981–2001 – Coronation Street (TV-serie)
- 2003–2006 – Bad Girls (TV-serie)
- 2012, 2017 – Holby City (TV-serie)
- 2022–2023 – Casualty (TV-serie)